# Bryce Taylor
Bryce Taylor (Encino, 27 settembre 1986) è un ex cestista e allenatore di pallacanestro statunitense con cittadinanza tedesca.

## Palmarès
- Campionato tedesco: 1

Bayern Monaco: 2013-14
- Coppa di Germania: 1

Brose Bamberg: 2018-19